# 王沈 (西晋)
王 沈（おう しん、? - 泰始2年（266年）5月）は、中国三国時代から西晋の政治家・歴史家。魏・西晋に仕えた。字は処道。并州太原郡晋陽県の人。父は王機。妻は荀氏・趙氏。子は王浚。

## 生涯
祖父の王柔は後漢の匈奴中郎将、父の王機は魏の東郡太守を務めた。幼くして父を亡くしたため魏の高官の王昶によって養われ、王沈の名や字も王昶によって命名された。王昶や継母に尽くした孝義をもって称えられ、読書を好み、文筆を得意とした。
大将軍曹爽の掾属を経て、中書門下侍郎となる。共に招聘された羊祜にも出仕を勧めるが、拒絶された。正始10年（249年）に曹爽が誅殺されるに及び、免官となった王沈は、羊祜の先見の明を称えた。
治書侍御史として復職した後、秘書監に転じる。正元年間に散騎常侍・侍中に遷り、著作を掌った。文学を愛する魏帝曹髦に寵愛され、文籍先生と呼ばれ、裴秀らと共にしばしば討論会に参加した。
この頃、荀顗・阮籍と共に『魏書』を編纂したが、時勢に配慮した内容で、後年の陳寿の『三国志』に劣ったと言われる。唐の劉知幾は『史通』曲筆篇の中で王沈が時流に阿った記述をしたことを責め、陳寿ともども「記言の奸賊、戴筆の凶人」「豺虎の餌として投げ入れても構わない」と痛論した。
甘露5年（260年）、司馬昭の専横に憤った曹髦は、これを討伐する計画を王沈・王業・王経に打ち明け、協力を要請した。しかし王沈・王業が司馬昭に密告したため、その計画は明るみとなる。曹髦は側近や寄せ集めの近衛兵の指揮を執り、司馬昭の排除を図ったが、司馬昭の側近賈充によって殺害された（甘露の変）。王沈はこの功で安平侯に封じられ、食邑2000戸を領したが、世間からは不忠の者として非難を浴びた。
尚書を経て、景元2年（261年）、監豫州諸軍事・奮武将軍・豫州刺史に転任。善政を追求し、名刺史と謳われた賈逵以来の制度を調査してその中の良いものに従ったり、学問を奨励して教育を行き渡らせたりした。
景元4年（263年）、征虜将軍・持節・都督江北諸軍事に遷った。咸熙元年（264年）に五等爵が置かれると、博陵侯に封じられた。また、前年に魏は蜀漢平定に成功したが、平定して間もない蜀へ向けて呉が侵攻し、国境付近が動揺した。王沈はこの混乱を鎮め、呉を撤退させることに貢献した。
鎮南将軍を経て、咸煕2年（265年）9月に御史大夫・守尚書令・給事中となる。王沈の才能と名声は顕著となり、晋創業の事業について賈充や裴秀らは、こぞって王沈に計画を相談した。
同年12月、帝位禅譲を辞退しようとする司馬炎に、これを受諾するよう強く勧め、実現させた。佐命の功により驃騎将軍・録尚書事・散騎常侍・城外諸軍事に昇進した。博陵郡公にも封じられたが、固辞して受けなかった。
司馬炎が政務全般を委ねようとしていた矢先、泰始2年（266年）5月に王沈は死去した。子の王浚が後を継いだ。元公と諡され、泰始3年（267年）には司空を追贈された。
咸寧元年（275年）8月、晋建国の功臣として荀顗や裴秀らと共に祀られた。咸寧年間には爵位も追封され、郡公となった。